# 올더숏 타운 FC

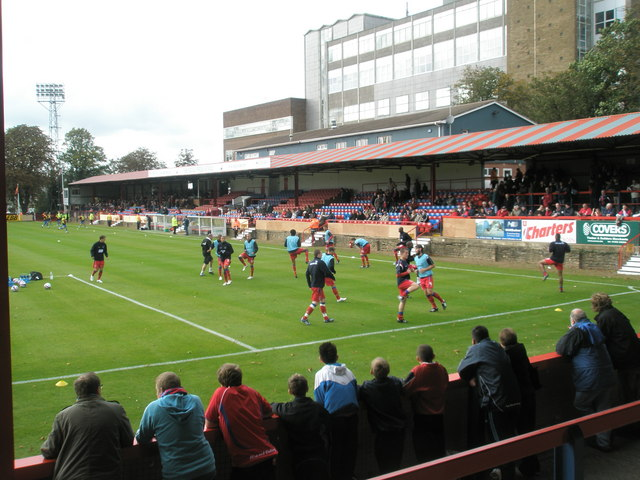

올더숏 타운 FC(Aldershot Town Football Club)는 잉글랜드 햄프셔주 올더숏을 연고로 하는 축구 클럽이다.  2019-20 시즌 잉글랜드의 5부 축구 리그인 내셔널리그에 참가하고 있다.

## 성적
- FA컵 4라운드 1회 (2012-13)
- 풋볼 리그 컵 4라운드 1회 (2011-12)
- 풋볼 리그 트로피 2라운드 2회 (2009-10, 2010-11)
- FA 트로피 준결승 2회 (2003-04, 2007-08)
- 이스미언 리그 디비전 3 우승 1회 (1992-93)
- 이스미언 리그 디비전 1 우승 1회 (1997-98)
- 이스미언 리그 프리미어 디비전 우승 1회 (2002-03)
- 햄프셔 시니어 컵 우승 5회 (1998-99, 1999-2000, 2001-02, 2002-03, 2006-07)
- 콘퍼런스 내셔널 우승 1회 (2007-08)
- 콘퍼런스 리그 컵 우승 1회 (2007-08)

## 선수 명단

### 현역
참고: FIFA 자격 규정에 따라 소속된 국가대표팀 국기를 표시합니다. 선수는 복수의 FIFA 비회원국 국적을 가지고 있을 수 있습니다.
| 번호 | 포지션 | 국적 | 이름           |
| ---- | ------ | ---- | -------------- |
| 2    | DF     |      | 라클란 존 버드 |

| 번호 | 포지션 | 국적 | 이름 |
| ---- | ------ | ---- | ---- |